# Øksfjord
Øksfjord este o localitate din comuna Loppa, provincia Finnmark, Norvegia, cu o suprafață de 0,33 km² și o populație de 506 locuitori (2013).